# Altenbuch
Altenbuch ist eine Gemeinde im unterfränkischen Landkreis Miltenberg. Sie ist ein Mitglied der Verwaltungsgemeinschaft Stadtprozelten.

## Geographie

### Lage
Die Gemeinde liegt in der Region Bayerischer Untermain im Spessart. Der topographisch höchste Punkt der Gemeinde befindet sich mit 567 m ü. NHN (Lage) auf dem Gipfel des Querberges nördlich von Altenbuch, der niedrigste liegt am Faulbach an der Neumühle auf 190 m ü. NHN (Lage).

### Gemeindegliederung
Die Gemeinde besteht aus den drei Gemeindeteilen (in Klammern ist der Siedlungstyp angegeben):
- Altenbuch (Pfarrdorf)
- Kropfbrunn (Einöde)
- Sylvan (Forsthaus)

Es gibt die Gemarkungen Altenbucher Forst, Hoher Berg, Oberaltenbuch und Unteraltenbuch.

### Nachbargemeinden
|              | Rohrbrunner Forst (gemeindefreies Gebiet)   | Gemeinde Bischbrunn               |
| Markt Eschau | Kompassrose, die auf Nachbargemeinden zeigt | Gemeinden Schollbrunn und Hasloch |
|              | Stadt Stadtprozelten                        | Gemeinde Faulbach                 |

## Name

### Etymologie
Der Name Altenbuch besteht aus den mittelhochdeutschen Wörtern alt und buoch. Sie bedeuten alter Buchenwald. „Daz alte buoch und daz newe buoch“ waren ursprünglich Flure, in denen die Dörfer Altenbuch und Neuenbuch entstanden.

### Frühere Schreibweisen
Frühere Schreibweisen aus diversen historischen Karten und Urkunden:
| - 1248 Aldinbuch - 1311 Altebuoch - 1313 Aldembůch | - 1329 alte Puech - 1458 alten Buche - 1483 Aldenbuch |

## Geschichte

### Verwaltungsgeschichte
Am 1. April 1938 wurden Ober- und Unteraltenbuch zu der politischen Gemeinde Altenbuch im Bezirksamt Marktheidenfeld zusammengeschlossen. 1939 wurde wie überall im Deutschen Reich die Bezeichnung Landkreis eingeführt. Altenbuch war nun eine der 47 Gemeinden im Landkreis Marktheidenfeld. Mit der Auflösung des Landkreises Marktheidenfeld kam Altenbuch am 1. Juli 1972 in den neu gebildeten Landkreis Miltenberg.

### Eingemeindungen
Am 1. April 1977 wurden die „Wildenseer Höfe“, mit damals etwa 25 Einwohnern, aus der Gemeinde Altenbuch in die damals selbstständige Gemeinde Wildensee umgemeindet, die dann am 1. Januar 1978 in den Markt Eschau eingegliedert wurde. Am 1. Januar 2008 wurde Kropfbrunn aus der Gemeinde Bischbrunn eingemeindet.

### Religion
Altenbuch gehörte früher zur katholischen Pfarrei Dorfprozelten und wurde erst um 1760 eine eigene Pfarrei. Die Kirche St. Wolfgang wurde 1770 im Barockstil erbaut und wurde mehrfach umgebaut und erweitert. Sie besitzt ein vierstimmiges Bronzeglockengeläut der renommierten Glockengießerei Otto aus Bremen.

### Einwohnerentwicklung
| Jahr      | 1961 | 1970 | 1987 | 1991 | 1995 | 2000 | 2005 | 2010 | 2015 |
| Einwohner | 0943 | 1115 | 1224 | 1354 | 1370 | 1332 | 1306 | 1279 | 1242 |

Im Zeitraum 1988 bis 2018 stagnierte die Einwohnerzahl bzw. konkret stieg sie geringfügig von 1212 auf 1225 um 13 Einwohner bzw. um 1,1 %. 1992 hatte die Gemeinde einen Stand von 1389 Einwohnern.
Quelle: BayLfStat

## Politik

### Bürgermeister
Ehrenamtlicher Erster Bürgermeister ist seit 1. Mai 2014 Andreas Amend (A.A.A). Er wurde am 15. März 2020 mit 71,3 % der gültigen Stimmen wiedergewählt.

### Gemeinderat
Bei der Kommunalwahl März 2020 ergab sich folgende Sitzverteilung: Je sechs Sitze entfielen auf CSU und FWG.
- FWG: 6
- CSU: 6

### Wappen
|  | Blasonierung: „Gespalten von Silber und Grün; vorne ein durchgehendes erhöhtes schwarzes Kreuz, hinten ein durchgehendes erhöhtes silbernes Kreuz; unter dem Querbalken auf dem Spalt ein senkrechtes Eichenblatt in verwechselten Farben.“ |
|  | |

## Wirtschaft und Infrastruktur

### Wirtschaft einschließlich Land- und Forstwirtschaft
2017 gab es in der Gemeinde 89 sozialversicherungspflichtige Arbeitsplätze. Von der Wohnbevölkerung standen 542 Personen in einem versicherungspflichtigen Beschäftigungsverhältnis. Damit war die Zahl der Auspendler um 453 Personen größer als die der Einpendler. 13 Einwohner waren arbeitslos. 2016 gab es acht landwirtschaftliche Betriebe.

### Bildung
Es gibt folgende Einrichtungen (Stand 2018):
- Eine Kindertageseinrichtung mit 50 Plätzen und 45 50 Kindern

## Kurioses
Tief im Spessart, abseits der Zivilisation, dort wo die Armut am größten war, bezeichnete man die Bewohner als „Wildsäue“ (Ortsneckname). Es waren unter den jungen Männern aber auch kräftige „Eber“, die sich wehren konnten und so manchem Nachbarn empfindliche Blessuren beibrachten.